# Vojislav Brajović
Vojislav "Voja" Brajović (en serbe cyrillique : Војислав "Воја" Брајовић ; né le 11 mai 1949 à Belgrade) est un acteur et homme politique serbe. Il est membre du Parti démocratique. Du 15 mai 2007 au 7 juillet 2008, il est ministre de la Culture dans le second gouvernement de Vojislav Koštunica.

## Carrière artistique
Vojislav Brajović est diplômé de la Faculté des arts dramatiques de l'université des arts de Belgrade en 1971. À partir de 1969, il fait partie de la troupe du Théâtre dramatique yougoslave. Vojislav Brajović joue également dans plus de 30 films et dans de nombreuses séries et dramatiques pour la télévision. En tant qu'acteur, il a remporté les prix de théâtre les plus importants de Yougoslavie et de Serbie, dont le prix Sterija, décerné par le Théâtre national serbe de Novi Sad, un prix du CNP de Podgorica, huit récompenses du Théâtre dramatique yougoslave de Belgrade etc.
Parmi ses rôles les plus célèbres figure celui de Tihi, un résistant de la Seconde Guerre mondiale, dans les séries télévisées cultes des années 1970, Otpisani et Povratak otpisanih.

## Vie privée
Vojislav Brajović est marié à l'actrice Milica Mihajlović, avec qui il a deux enfants. Son fils, Vukota Brajović, est également acteur. Vojislav Brajović parle anglais.

## Filmographie

### Cinéma
- 1974 : Otpisani : Tihi (en tant que Voja Brajovic)
- 1975 : Pavle Pavlovic : Student sa bradom (en tant que Voja Brajovic)
- 1976 : Povratak otpisanih : Tihi (en tant que Voja Brajovic)
- 1976 : Vojnikova ljubav : Stanko Jovanovic (en tant que Vojislav Brajovic)
- 1977 : Specijalno vaspitanje : Lui-même (en tant que Voja Brajovic)
- 1979 : Drugarcine : Novi profesor knjizevnosti (en tant que Vojislav Brajovic)
- 1979 : Nacionalna klasa : Papi (en tant que Voja Brajevic)
- 1979 : Srecna porodica : Tata (en tant que Voja Brajovic)
- 1980 : Pozorisna veza : Laki (en tant que Vojislav Brajovic)
- 1981 : Sesta brzina : Prevarant (en tant que Vojislav Brajovic)
- 1981 : Sok od sljiva : Todor (en tant que Vojislav Brajovic)
- 1982 : 13. jul : Tomo (en tant que Vojislav Brajovic)
- 1982 : Moj tata na odredjeno vreme : Vodja puta (en tant que Vojislav Brajovic)
- 1982 : Srecna porodica : Tata
- 1983 : Halo taxi : Bizmark (en tant que Voja Brajovic)
- 1984 : Ambasador : Mark (en tant que Vojislav Brajovic)
- 1984 : Jaguarov skok : Macak (en tant que Vojislav Brajovic)
- 1984 : Maturanti (Pazi sta radis) : Direktor skole (en tant que Voja Brajovic)
- 1985 : Tajvanska kanasta : Dragos (en tant que Voja Brajovic)
- 1987 : Tesna koza 2 : Dzordz (en tant que Vojislav Brajovic)
- 1987 : Uvek spremne zene : Vaske (en tant que Vojislav Brajovic)
- 1988 : Braca po materi : Inspektor (en tant que Voja Brajovic)
- 1988 : Tesna koza 3 : Dzordz (en tant que Vojislav Brajovic)
- 1989 : Balkan ekspres 2 : Langer (en tant que Voja Brajovic)
- 1989 : Boj na Kosovu : Vuk Brankovic (en tant que Vojislav Brajovic)
- 1989 : Seobe II : Volkov (en tant que Voja Brajevic)
- 1991 : Tesna koza 4 : Dzordz (en tant que Vojislav Brajovic)
- 1992 : Tito i ja : Josip Broz Tito (en tant que Voja Brajovic)
- 1995 : Tragédie burlesque : Doktor (en tant que Vojislav Brajovic)
- 1997 : Tango je tuzna misao koja se plese
- 1998 : Baril de poudre : Topi, the Ex-Student Revolutionary Trafficker (en tant que Vojislav Brajovic)
- 1998 : Povratak lopova
- 2003 : Siroti mali hrcki 2010 : Profesor / Novi nacelnik (en tant que Vojislav Brajovic)
- 2004 : Jesen stize, dunjo moja : Savin otac (en tant que Voja Brajovic)
- 2005 : Ivkova slava : Kralj Milan (en tant que Voja Brajovic)
- 2005 : Smesne i druge price
- 2007 : Crni Gruja i kamen mudrosti : Srebroljubov (en tant que Vojislav Brajovic)
- 2007 : Konji vrani : Savin otac (en tant que Voja Brajovic)
- 2008 : Gledaj me : Marko Scepanovic (en tant que Vojislav Brajovic)
- 2008 : Nije kraj : Stevan (en tant que Voja Brajovic)
- 2008 : Turneja : Ljubic (en tant que Vojislav Brajovic)
- 2011 : Kako su me ukrali Nemci : Lekar (en tant que Vojislav Brajovic)
- 2011 : Zlatna levica - Prica o Radivoju Koracu : Yugoslavian President Tito (en tant que Vojislav Brajovic)
- 2012 : Sanghaj : Dragan Kovacevic (en tant que Vojislav Brajovic)
- 2013 : Vojna akademija 2 : Stosicev otac (en tant que Vojislav Brajovic)
- 2015 : Ti mene nosiš : Ivan (en tant que Vojislav Brajovic)
- 2016 : Santa Maria della Salute : Antonije Hadzic (en tant que Vojislav Brajovic)
- 2017 : Kozje usi : Zoran Zaric (en tant que Vojislav Brajovic)
- 2018 : Apsurdni eksperiment

### Courts-métrages
- 1987 : Iznenadna i prerana smrt pukovnika K.K
- 2002 : Gajba od 500 Weiferta : (en tant que Vojislav Brajovic)

### Télévision

#### Séries télévisées
- 1970 : Mirina TV stupica
- 1974 : Pozoriste u kuci : Frajer I
- 1974-1975 : Otpisani : Tihi
- 1977 : Porobdzije : Pero
- 1977 : Vise od igre : Becic
- 1978 : Povratak otpisanih : Tihi
- 1980 : Poletarac : Drugi dasa
- 1980 : Vruc vetar : Licno
- 1981 : Svetozar Markovic : Ivan Bockarjev
- 1982 : Price iz radionice : Prevarant
- 1983 : Osvajanje srece
- 1984 : Kamiondzije 2 : Uros Dobropoljac
- 1987 : I to se zove sreca : Icko
- 1987-1988 : Bolji zivot : Dusan Markovic 'Terminator'
- 1988 : Vuk Karadzic : Leopold Ranke
- 1989 : Balkan ekspres 2 : Gestapo Maj. Langer
- 1991-2002 : Metla bez drske : Sreckovic
- 1993 : Broz i ja : Josip Broz Tito
- 2003-2005 : M(j)esoviti brak : Mitar
- 2005 : Ivkova slava : Kralj Milan
- 2005-2006 : Idealne veze : Svetislav Aleksic
- 2006 : Ljubav, navika, panika : Steva
- 2007 : Crni Gruja : Srebroljubov
- 2009 : Jesen stize, dunjo moja : Savin otac
- 2011 : Turneja : Ljubic
- 2012-2014 : Vojna akademija : Stosicev otac
- 2013 : Otvorena vrata 2 : Producent
- 2013-2017 : Sindjelici : Sreten 'Sreta' Sindjelic / Glas Boga
- 2015 : Horvatovi : Josip 'Joza' Horvat
- 2015 : If I Were Someone : Ivan
- 2016 : Crno-bijeli svijet : Cale
- 2017 : Santa Maria della Salute : Antonije Hadzic
- 2017 : Senke nad Balkanom : Taki Papahagi

#### Téléfilms
- 1968 : Neverovatni cilinder Nj. V. kralja Kristijana
- 1971 : Sesir profesora Koste Vujica : Mihajlo Petrovic - Alas (en tant que Vojislav Brajovic)
- 1971 : Sokratova odbrana i smrt : Zakon (en tant que Vojislav Brajovic)
- 1972 : Buba u uhu : Romen Turnel (en tant que Vojislav Brajovic)
- 1972 : Cucuk Stana : Golub (en tant que Vojislav Brajovic)
- 1972 : Smeh sa scene: Jugoslovensko dramsko pozoriste
- 1973 : Poslednji
- 1974 : Mister Dolar
- 1974 : Ujez : Miladin Spasic (en tant que Vojislav Brajovic)
- 1975 : Dolje s oruzjem
- 1975 : Golgota
- 1975 : Sinovi : Sluga 2 (en tant que Vojislav Brajovic)
- 1976 : Kostana : Hadzi-Tomin sin Stojan (en tant que Vojislav Brajovic)
- 1976 : Marija : Mile (en tant que Vojislav Brajovic)
- 1976 : Vuci i ovce
- 1977 : Vasa Zeleznova
- 1978 : Obraz uz obraz: Novogodisnji special : Voja (en tant que Vojislav Brajovic)
- 1978 : Otpisani : Tihi (en tant que Vojislav Brajovic)
- 1978 : Sva cuda sveta : Narrator (en tant que Vojislav Brajovic)
- 1979 : Lanci : Jovan Kadic ... advokat (en tant que Vojislav Brajovic)
- 1980 : Stan
- 1981 : Pocnimo zivot iz pocetka : Lekar (en tant que Vojislav Brajovic)
- 1985 : Ukazanje Gospe u selu Grabovica
- 1986 : Pokondirena tikva : Ruzicic (en tant que Vojislav Brajovic)
- 1986 : Price sa kraja hodnika : Aca ... Ramilin muz (en tant que Vojislav Brajovic)
- 1986 : Rodoljupci : Zutilov ... bivsi notaros (en tant que Vojislav Brajovic)
- 1987 : Bolji zivot: Novogodisnji special : Dusan Markovic 'Terminator' (en tant que Vojislav Brajovic)
- 1989 : Gospodja ministarka : Ninkovic (en tant que Vojislav Brajovic)
- 1989 : Nedeljom od devet do pet : Marko ... drug Mikijev (en tant que Vojislav Brajovic)
- 1990 : Odbrana Beograda : Engleski poslanik De Grau (en tant que Vojislav Brajovic)
- 1991 : Glineni golubovi : Zlatko (en tant que Vojislav Brajovic)
- 1991 : Holivud ili propast : Reditelj (en tant que Vojislav Brajovic)
- 1991 : Mala sala : Micko (en tant que Vojislav Brajovic)
- 1992 : Pohvala svetom knezu Lazaru
- 1993 : Raj
- 1997 : Medju nama: Bojan Stupica : Lui-même (interviewed) (en tant que Vojislav Brajovic)
- 1998 : Kir Janja : Kir Janja (en tant que Vojislav Brajovic)
- 2003 : U secanju - Zoran Radmilovic : Lui-même (interviewed) (en tant que Vojislav Brajovic)
- 2004 : Izmedju izgubljenog i neodrzanog : Prota Mateja Nenadovic (en tant que Vojislav Brajovic)
- 2004 : Skela : Jezikoslovac (en tant que Vojislav Brajovic)
- 2005 : Lele, bato : Deda mraz (en tant que Vojislav Brajovic)
- 2007 : Mera za meru : Knez Vicenco (en tant que Vojislav Brajovic)
- 2007 : Pogled u nebo : Tom Sargent (en tant que Vojislav Brajovic)
- 2008 : Kraljevina Srbija : Djordje Vajfert (en tant que Vojislav Brajovic)
- 2015 : Nije smrt biciklo: da ti ga ukradu : Tata (en tant que Vojislav Brajovic)